# Nowa Wieś (Zębowice)

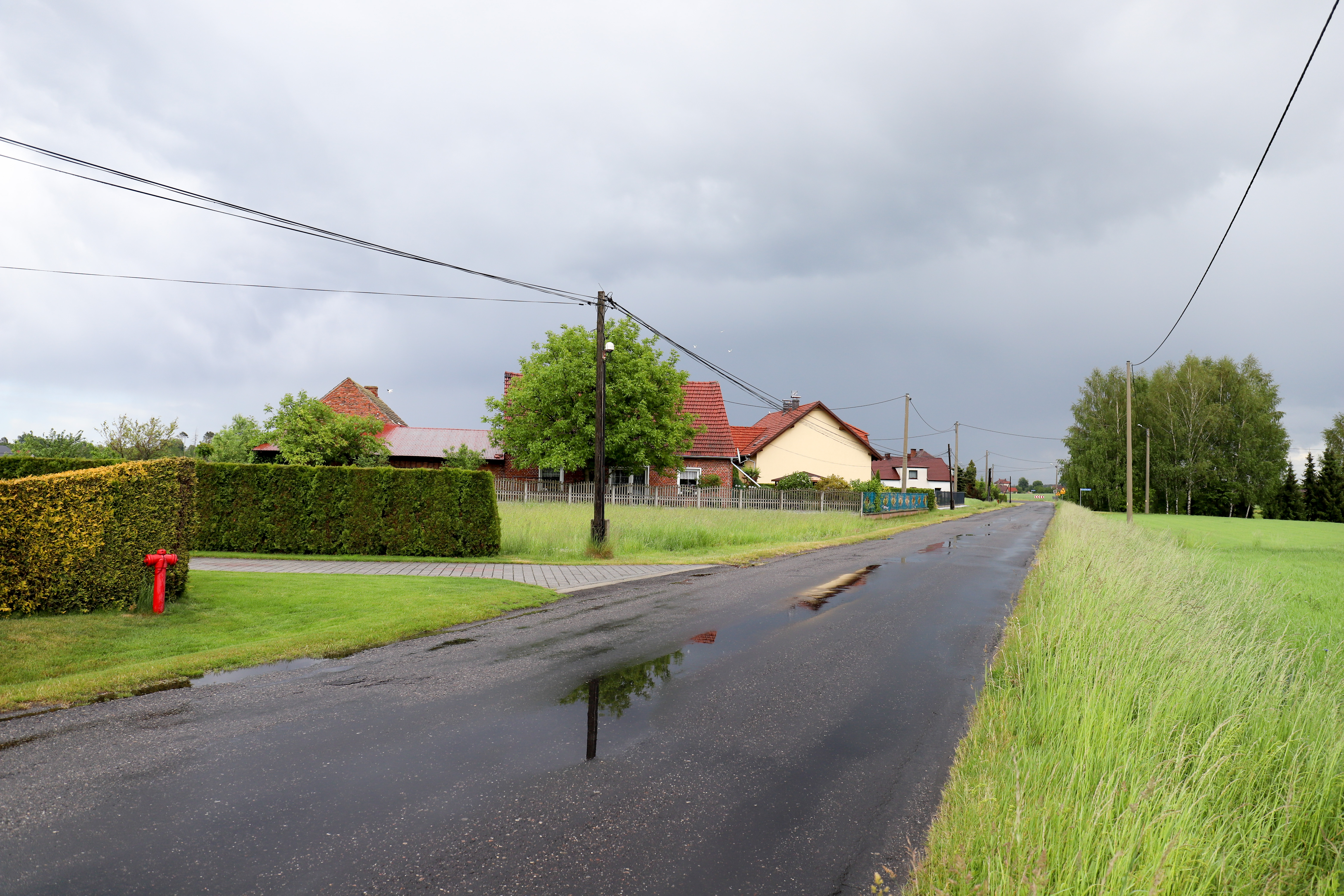
Nowa Wieś 2022

Nowa Wieś (deutsch Neudorf, ab 1936 Roßbach) ist eine Ortschaft in der Landgemeinde Zembowitz (Zębowice) in der Woiwodschaft Opole in Polen.
Nowa Wieś liegt zwischen den Orten Radau (Radawie) und Zembowitz und ist von beiden Orten ca. 2,1 km entfernt.

## Persönlichkeiten
- Horst Körner (* 1935 in Neudorf), Politiker (CDU) und Mitglied des Niedersächsischen Landtages.